# Amphicoma formosana
Amphicoma formosana is een keversoort uit de familie Glaphyridae. De wetenschappelijke naam van de soort is voor het eerst geldig gepubliceerd in 1982 door Miyake.